# Sławomir Woźniak
Sławomir Woźniak (ur. 2 listopada 1967 we Wrocławiu) – polski artysta baletu, tancerz, pedagog i choreograf.

## Życiorys
Uczył się w Poznańskiej Szkole Baletowej. Już jako uczeń występował na scenie Teatru Wielkiego w Poznaniu. Jako tancerz debiutował w 1986 w roli Księcia w Kopciuszku w choreografii Teresy Kujawy na scenie Opery Wrocławskiej, gdzie występował jako solista do 1988. Tam także poznał swoją przyszłą żonę Irenę, ówczesną solistkę baletu Opery Wrocławskiej. Występowali tam razem m.in. w Jeziorze łabędzim.
Od 1988 był solistą, a od 1989 pierwszym tancerzem Teatru Wielkiego w Łodzi. Pierwszą jego premierą był tam również Kopciuszek. Amerykańska pedagog i choreografka Irina Fokina, która zrealizowała to przedstawienie, kilkakrotnie zapraszała go później do swojego studia tanecznego w USA, z którym występował gościnnie w przedstawieniach szkolnych Dziadka do orzechów. W Łodzi tańczył czołowe partie w repertuarze klasycznym i współczesnym; m.in. popisową rolę Johna w Greku Zorbie Lorki Massine’a, którą później zdobył także uznanie w Warszawie. Za tę rolę był nominowany przez francuski magazyn „Danse” do tytułu „Rewelacja Roku 1992”.
W 1991 związał się na stałe z Teatrem Wielkim – Operą Narodową w Warszawie, najpierw jako pierwszy solista, a od 2000 jako pierwszy tancerz. Tańczył tam wszystkie czołowe role męskie w repertuarze baletowym. Występował także gościnnie w wielu teatrach zarówno w Polsce, jak i za granicą. W roku 2000 ukończył studia w Akademii Muzycznej im. Fryderyka Chopina w Warszawie (kierunek Pedagogika Balet) i odtąd pracował okazjonalnie z młodzieżą amerykańską w ramach letnich obozów tanecznych.
W 1998 zadebiutował jako choreograf baletem Tylko miłość z muzyką Tomaso Albinoniego. na scenie kameralnej Teatru Wielkiego – Opery Narodowej. W 2001 współpracował tam z Emilem Wesołowskim przy realizacji spektaklu teatralno-baletowego Święta wiosna, a w 2005 zrealizował choreografię Komix-komedia w wieczorze baletowym Taniec według mężczyzn. Od 2006 był Członkiem Rady Fundacji Centrum Twórczości Narodowej.
Od 2008 przebywa na stałe w Stanach Zjednoczonych, gdzie wraz z żoną Ireną prowadzą obecnie prywatną szkołę tańca w Phenix (Arizona). W 2009 był zaproszony jako choreograf do Poznania, gdzie wystawił Coppélię w Teatrze Wielkim im. Stanisława Moniuszki.

## Nagrody
- 1990: Brązowy Medal III Międzynarodowego Konkursu Baletowego w Nowym Jorku.
- 1991: Medalem im. Leona Wójcikowskiego dla wybijającego się polskiego tancerza młodego pokolenia.
- 1991: Nagroda Młodych im. Stanisława Wyspiańskiego dla wyróżniającego się młodego twórcy w dziedzinie tańca.
- 1993: Brązowy Medal I Światowego Konkursu Baletowego w Nagoi (złotego medalu nie przyznano).